# Вишеградская группа
Вишеградская группа (венг. Visegrádi Együttműködés, пол. Grupa Wyszehradzka, словац. Vyšehradská skupina, чеш. Visegrádská skupina), также известная как Вишеградская четвёрка или V4 — объединение четырёх центральноевропейских государств: Польши, Чехии, Словакии и Венгрии.

## История

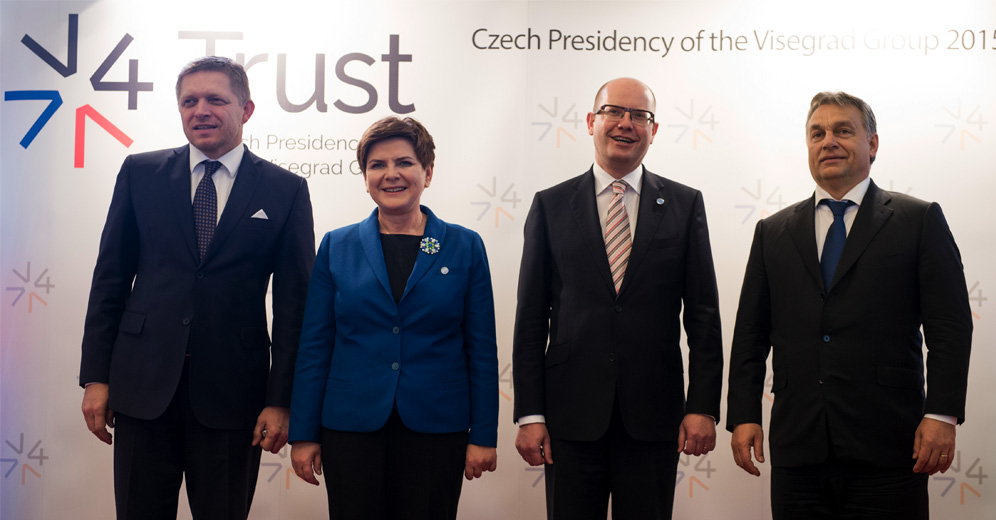
Встреча лидеров Вишеградской группы в Праге, 2015 год

Была образована в результате встречи президентов и премьер-министра трёх постсоциалистических стран — Леха Валенсы (Польша), Вацлава Гавела (Чехословакия) и Йожефа Антала (Венгрия) 15 февраля 1991 года в венгерском городе Вишеград, в котором была подписана совместная декларация о стремлении к интеграции в европейские структуры.
Данное объединение также иногда называли Вишеградской тройкой или Вишеградским треугольником, так как в самом начале оно включало в себя лишь трёх членов — сейчас этот термин неактуален, но всё же иногда употребляется, несмотря на тот факт, что Чехословакия как единое государство прекратила существование ещё в 1993 году.
Все члены Вишеградской группы 1 мая 2004 года стали членами Европейского союза.

## Цели и структура
К началу 2020-х годов сотрудничество V4 можно назвать наиболее чётко профилированной инициативой в Центральной Европе. Основой этого сотрудничества являются взаимные контакты на всех уровнях — от политических встреч на высшем уровне до экспертных и дипломатических встреч, до деятельности неправительственных ассоциаций в регионе, аналитических центров и исследовательских органов, учреждений культуры. 
Сотрудничество между соответствующими министерствами является важной частью деятельности в рамках V4, будь то на уровне министров или в форме совместных групп экспертов. В настоящее время реализуется ряд совместных проектов, в частности в области культуры, окружающей среды, внутренней безопасности, обороны, науки и образования. В то же время также активизируется сотрудничество в области правосудия, транспорта, туризма, энергетики или информационных технологий. Периодически (хотя и относительно редко) осторожно обсуждается тема противодействия политическим крайностям, продвигаемым леворадикальными экстремистами и близкими к ним европейскими политиками. Тем не менее эти дискуссии пока (2021) не сопровождались публикацией каких-либо коммюнике или совместными официальными декларациями.
Государства-члены Вишеградской группы также желают сотрудничать со своими ближайшими соседями, со странами-реформаторами в более широком регионе и с другими заинтересованными странами и региональными образованиями или организациями, с которыми конкретные сферы сотрудничества находятся в общих интересах и в духе общеевропейского сотрудничества.
Вишеградское сотрудничество не институционализировано никоим образом. Оно основано исключительно на принципе периодических совещаний его представителей на различных уровнях (от встреч на высшем уровне премьер-министров и глав государств до консультации экспертов). Официальные саммиты премьер-министров V4 проводятся на ежегодной основе. В период между этими саммитами одна из стран V4 занимает пост председателя, которая несёт ответственность за разработку годичного плана действий.
Единственной организацией на платформе V4 является Международный Вишеградский фонд. Фонд, созданный в 2000 году с целью поддержки развития сотрудничества в области культуры, научного обмена, исследований, образования, обмена студентами и развития приграничного сотрудничества и продвижения туризма, представляет собой гражданский аспект сотрудничества V4. В большинстве случаев фонд обеспечивает финансирование деятельности неправительственных организаций и отдельных граждан. Помимо грантовых программ, фонд присуждает отдельные стипендии и художественные резиденции, которые способствуют обмену мнениями в регионе V4 и соседних странах.
Ежегодные взносы в фонд со стороны правительств стран Вишеградской группы имеют тенденцию к увеличению.

## Сотрудничество
Вишеградская группа сотрудничает с другими региональными органами, а также с отдельными странами региона и за её пределами на специальной или регулярной основе. Страны Бенилюкса, страны Совета министров Северных стран, страны в рамках Восточного партнёрства ЕС и Западные Балканы относятся к приоритетам Группы.

## Перспективы расширения
Обсуждается вопрос о вступлении Австрии в Вишеградскую группу. Ранее предполагалось вступление Словении.